# ヘンリー・マクスウェル (第7代ファーナム男爵)

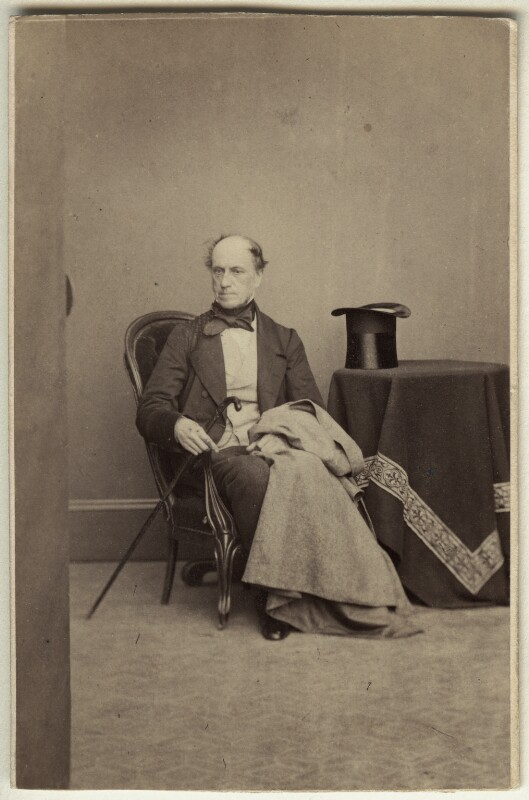
トマス・クランフィールド（Thomas Cranfield）による肖像写真、1860年代撮影。

第7代ファーナム男爵ヘンリー・マクスウェル（英語: Henry Maxwell, 7th Baron Farnham KP、1799年8月9日 – 1868年8月20日）は、イギリスの貴族、政治家。ウルトラ・トーリーの1人であり、庶民院議員（在任：1824年 – 1838年）、アイルランド貴族代表議員（在任：1839年 – 1868年）を務めた。

## 生涯

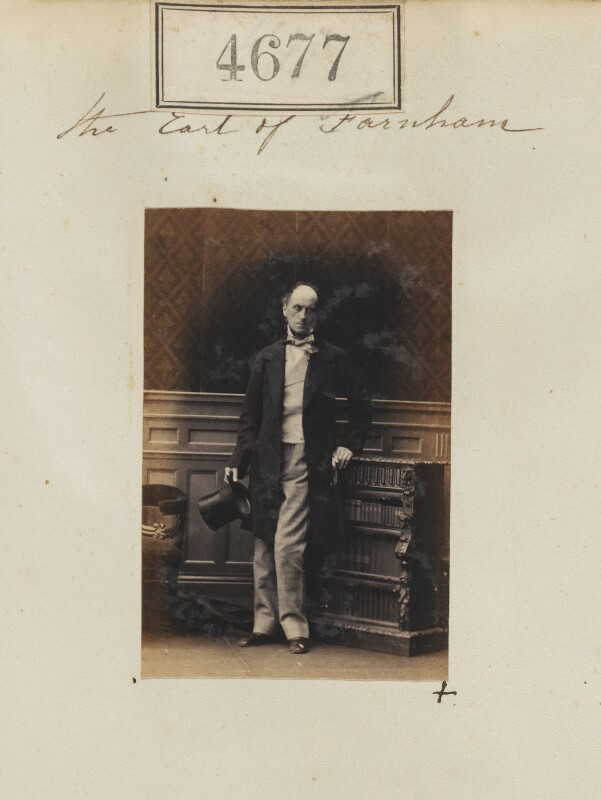
カミーユ・シルヴィによる肖像写真、1861年6月27日撮影。

第6代ファーナム男爵ヘンリー・マクスウェルと妻アン（Anne、旧姓バトラー（Butler）、1776年8月3日 – 1813年5月29日、第2代キャリック伯爵ヘンリー・トマス・バトラーの長女）の長男として、1799年8月9日にダブリンで生まれた。1817年7月7日/1820年10月5日にダブリン大学トリニティ・カレッジに入学、1823年にB.A.の学位を、1832年にM.A.の学位を修得した。1818年4月27日にケンブリッジ大学トリニティ・カレッジに、1823年にキングス・インズに、1824年5月17日にリンカーン法曹院に入学した。
キャバン選挙区選出の庶民院議員だった伯父ジョンが1823年7月23日にファーナム男爵位を継承すると、1824年2月に行われた補欠選挙に出馬した。キャバン選挙区（2人区）では不在地主でない貴族がファーナム男爵家しかおらず、男爵家の掌握する約1,000票は1議席を確保できるほどの勢力だった。またマクスウェルが伯父と同じくアイルランド国教会を熱烈に支持し（のちにオレンジ団に加入）、立候補にあたりそのように表明したため、伯父からの支持が得られることが確実だった。そのため、チャールズ・クート（Charles Coote、ベラモント・フォレストを本邸とする地主）が対立候補として推されたことは予想外の出来事だったが、クート本人は立候補を欲さず、結局マクスウェルは1824年2月24日に無投票のまま当選を宣告された。以降1826年イギリス総選挙で2,854票、1830年イギリス総選挙で786票、1831年イギリス総選挙で664票を得て、いずれも得票数1位で再選した。その後も再選を繰り返し、1838年まで議員を務めた。
庶民院ではキャバン県からの反カトリック請願を提出（1825年2月、1827年2月、1827年3月、1828年5月）、カトリック解放に反対票を投じ（1825年3月、1825年4月、1825年5月、1827年3月、1828年5月）、メイヌース大学への助成金に反対票を投じる（1828年6月、1831年9月）などカトリックに終始敵対的な態度をとった。それ以外では兵站副総監の賃金引下げ（1828年7月）に反対票を投じた。そして、トーリー党内閣であるウェリントン公爵内閣が提出した1829年ローマ・カトリック信徒救済法にも反対票を投じ、法案が可決されるとウルトラ・トーリーの1人として同年10月までに野党に転じた。1831年から1832年にかけての第1回選挙法改正には審議を通して常に反対の立場を貫き、1832年3月にトーリー党のクラブであるカールトン・クラブの原加盟会員になった。
1838年9月20日に伯父ジョンが、1838年10月19日に父が死去すると、ファーナム男爵位を継承した。1839年にアイルランド貴族代表議員に選出され、1868年に死去するまで務めた。1845年11月12日、聖パトリック勲章を授与された。ジャガイモ飢饉の最中の1847年11月2日にアイルランドの地主デニス・マオンが殺害されると、ファーナム男爵は同年12月に貴族院で聖職者マイケル・マクダーモット（Michael McDermott、飢饉の救援委員会でマオンに反対した人物）の扇動的な説教が殺害の引き金になったと主張した。マクダーモットは実際にはそのような説教をしておらず、証明する手立てもあったが、結局アイルランド総督の第4代クラレンドン伯爵ジョージ・ヴィリアーズの主導により1847年12月20日に強圧法案が成立した。

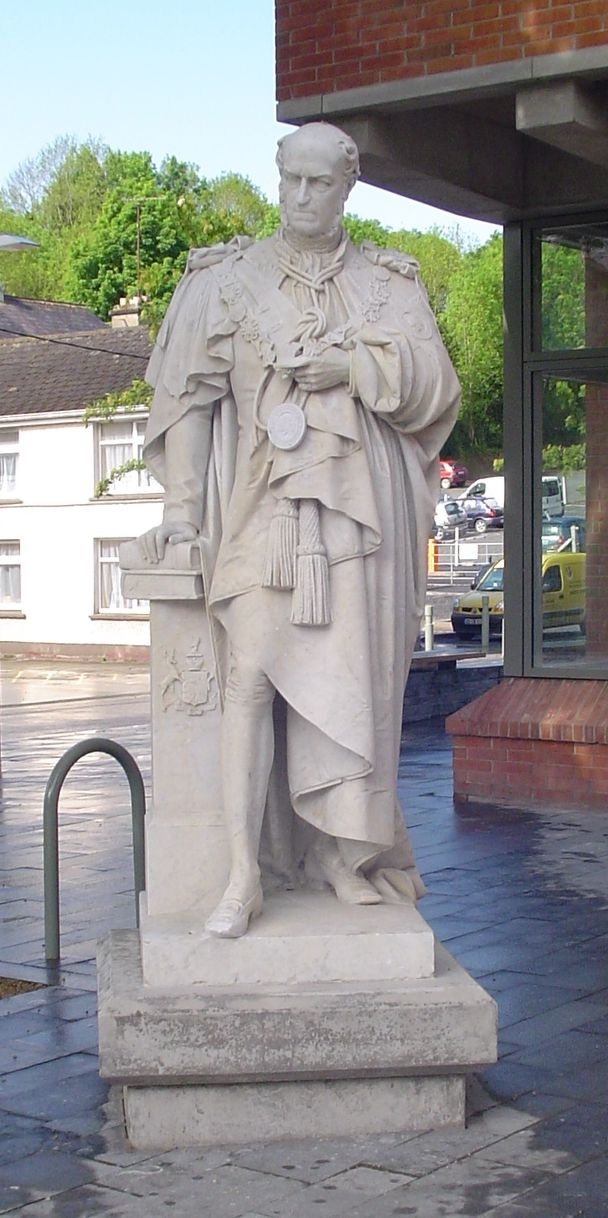
19世紀に建てられた、第7代ファーナム男爵の彫像。2006年撮影。

政治以外では系譜学を研究し、特に王族の末裔やSeize quartiers（高祖父母の紋章）について興味を持った。
1868年8月20日にアバーゲリ鉄道事故で妻ともどもに焼死し、25日に同地（アバーゲリ近郊）で埋葬された。弟サマセット・リチャードが爵位を継承した。

## 家族
1828年12月3日、アン・フランシス・エスター・ステイプルトン（Anne Frances Esther Stapleton、1805年4月15日 – 1868年8月20日、第16代ル・ディスペンサー男爵トマス・ステイプルトンの娘）と結婚したが、2人の間に子供はいなかった。